# Lennart Almroth
Lennart Fredrik Almroth, född 25 mars 1977 i Högsbo församling i Göteborg, är en svensk skådespelare.

## Biografi
Almroth är utbildad vid Katrinebergs folkhögskolas teaterlinje, Skara Skolscen och därefter vid Teaterhögskolan i Malmö 2002-2005. Därefter har han varit verksam vid bland annat Helsingborgs stadsteater och Malmö stadsteater.

## Teater

### Roller
| År   | Roll            | Produktion                                                                 | Regi               | Teater                   |
| ---- | --------------- | -------------------------------------------------------------------------- | ------------------ | ------------------------ |
| 2008 | Nöjd            | Fadren August Strindberg                                                   | Jan Nielsen        | Helsingborgs stadsteater |
| 2009 | Linus           | Cancerbalkongen Marianne Goldman                                           | Christian Tomner   | Helsingborgs stadsteater |
| 2009 | Filch           | Tiggarens opera (The Beggar's Opera) John Gay                              | Johan Wahlström    | Helsingborgs stadsteater |
| 2009 | Prins Playboy   | Snövit och sju miffon Gunilla Boëthius                                     | Dan Kandell        | Helsingborgs stadsteater |
| 2010 | Manfred         | Hantverkarna (Håndværkerne) Line Knutzon                                   | Lasse Beischer     | Helsingborgs stadsteater |
| 2010 | Vakten          | Alice i äventyrslandet - en äventyrlig vandringsföreställning Lewis Carrol | Hilde Brinchmann   | Helsingborgs stadsteater |
| 2010 | Pytteälgen      | Hit och dit men ganska långt bort Johan Althoff                            | Voula Kereklidou   | Helsingborgs stadsteater |
| 2010 |                 | Svansångare Charlotte Engelkes                                             | Charlotte Engelkes | Helsingborgs stadsteater |
| 2011 |                 | Sandholm Anna Bro(da)                                                      | Moqi Simon Trolin  | Helsingborgs stadsteater |
| 2011 | Helmar Bertrand | Duvorna (Die Tauben) David Gieselmann                                      | Alexander Öberg    | Helsingborgs stadsteater |
| 2012 |                 | Here Comes the Sun Klas Abrahamsson                                        | Ronny Danielsson   | Malmö stadsteater        |
| 2013 |                 | Vredens druvor (Grapes of Wrath) John Steinbeck                            | Alexander Öberg    | Örebro länsteater        |